# Montmeló
Montmeló település Spanyolországban, Barcelona tartományban. Lakosainak száma 8906 fő (2024).

## Földrajza
Montmeló Granollers, Montornès del Vallès, Martorelles, Mollet del Vallès és Parets del Vallès községekkel határos.

## Népesség
A település lakosságának változását az alábbi diagram mutatja:
| Lakosok száma | 112  | 528  | 1004 | 1366 | 6963 | 8724 | 8955 | 8863 | 8755 | 8906 |
|               | 1717 | 1887 | 1936 | 1960 | 1986 | 2004 | 2009 | 2014 | 2019 | 2024 |